# مجلس هونغ كونغ التنفيذي
مجلس هونغ كونغ التنفيذي هو هيئة رسمية مكونة من مستشاري رئيس هونغ كونغ التنفيذي والتي تعمل كجهاز أساسي لصنع القرارات والسياسات في حكومة هونغ كونغ. كان المجلس مشابها لمجلس الوزراء أو المجالس التنفيذية الأخرى في الكومنولث مثل المجلس التنفيذي الاتحادي الأسترالي والمجلس التنفيذي لنيوزيلندا والمجلس الخاص للمملكة المتحدة.
تتجلى اختصاصات المجلس التنفيذي في تقديم المشورة للرئيس التنفيذي في صنع السياسات وإدارة الحكومة. يعرف الرئيس التنفيذي بعد التشاور مع المجلس التنفيذي بأنه الرئيس التنفيذي في المجلس. يقدم الرئيس التنفيذي في المجلس مشاريع القوانين إلى المجلس التشريعي ويصدر الصكوك المعروفة باسم الأوامر في المجلس والتي تستخدم من بين أمور أخرى لجعل التشريعات المفوضة، وتنظيم بعض المؤسسات العامة. كما يسمع الرئيس التنفيذي في المجلس بالطعون والاعتراضات بموجب بعض المراسيم.
تحت رئاسة الرئيس التنفيذي، يتألف المجلس التنفيذي من 16 عضواً رسمياً (أقدمهم رئيس هيئة هونغ كونغ، ورئيس أمانة الحكومة ورئيس لجنة السياسات)، و 16 عضواً غير رسمي (عادةً بما في ذلك المشرعين البارزين من الأحزاب السياسية المؤيدة للإنشاءات) يرأسها منسق الأعضاء الغير الرسميين.
يجتمع المجلس عادة مرة في الأسبوع. على عكس المجالس الكندية والبريطانية، لا يتم تعيين المشرعين من المعارضة في المجلس التنفيذي.

## نبذة تاريخية
تم إنشاء المجلس التنفيذي من قبل حكومة هونغ كونغ البريطانية. كان أول الأعضاء تقلدا للمنصب هما سكرتير المستعمرة وأمين خزانتها في أربعينيات القرن التاسع عشر، وفي الخمسينيات من القرن التاسع عشر تمت إضافة النائب العام. بحلول عام 1949 كان المجلس التنفيذي يضم خمسة أعضاء وهم: الضابط العسكري الأعلى (قائد القوات البريطانية في الخارج) والسكرتير الاستعماري والنائب العام وأمين الشؤون الصينية والسكرتير المالي ومفوض الشغل رغم أنه ليس عضوا بحكم المنصب.
بالإضافة إلى ذلك، كان هناك ستة أعضاء «غير رسميين» وهم: المدير الرئيسي لمؤسسة هونغ كونغ وشنغهاي المصرفية، وكبار رجال الأعمال مجموعة جاردين ماثيسون القابضة، وثلاثة محامين وطبيب.
في عام 1994 تم تغيير لقب «عضو كبير» أو «عضو غير رسمي كبير» إلى «منسق»، عندما نجحت البارونة ليديا دان في تقلد المنصب خلفا ل روزانا وونغ.

### التغيير في التكوين
| سنة  | عدد الأعضاء الرسميين باستثناء الرئيس التنفيذي | عدد الأعضاء غير الرسميين |
| ---- | --------------------------------------------- | ------------------------ |
| 1997 | 3                                             | 11                       |
| 2002 | 14                                            | 5                        |
| 2004 | 14                                            | 7                        |
| 2005 | 14                                            | 15                       |
| 2007 | 15                                            | 16                       |
| 2008 | 15                                            | 15                       |
| 2009 | 15                                            | 16                       |
| 2012 | 15                                            | 14                       |
| 2012 | 15                                            | 16                       |
| 2013 | 15                                            | 14                       |
| 2015 | 15                                            | 15                       |
| 2015 | 16                                            | 14                       |
| 2015 | 16                                            | 16                       |
| 2016 | 16                                            | 16                       |
| 2017 | 16                                            | 15                       |
| 2017 | 16                                            | 16                       |